# William Lobb (rose)
'William Lobb' est un cultivar de rosier mousseux obtenu en 1855 par le Français Jean Laffay. Il doit son nom à l'horticulteur anglais William Lobb, frère de Thomas Lobb.

## Description
Il s'agit d'un arbuste de grande taille au minimum de 2 mètres, au feuillage vert foncé. Ses fleurs de couleur pourpre devenant lilas argenté au fur et à mesure, au centre blanc, sont grandes, semi-doubles et fleurissent une seule fois de façon très généreuse en corymbes de 10 à 20 fleurs. La mousse de ce rosier historique est abondante.
Cette variété est connue pour bien supporter les hivers rigoureux. Elle a toujours du succès dans les catalogues internationaux grâce à sa couleur très délicate.